# Nisma Socialdemokrate
Die Nisma Socialdemokrate (albanisch für „Sozialdemokratische Initiative“) ist eine politische Partei im Kosovo. Sie wurde am 28. Februar 2014 von ehemaligen Mitgliedern der Partia Demokratike e Kosovës (PDK) gegründet.

## Organisation
Präsident des Parteivorstands der Nisma Socialdemokrate ist Fatmir Limaj, ehemaliger Kommandant der UÇK im Kosovokrieg und zwischen 2008 und 2010 Minister für Transport und Telekommunikation im Regierungskabinett unter Hashim Thaçi (PDK).
Präsident des Nationalrats der Partei ist Jakup Krasniqi. Krasniqi bekleidete vor seinem Bruch mit der PDK verschiedene hohe Ämter in dieser Partei und in mehreren Regierungen. Krasniqi war Pressesprecher der UÇK und engagierte sich nach dem Krieg bei der Gründung der PDK. Von 1989 bis zum Kosovokrieg 1999 war Krasniqi Mitglied der Lidhja Demokratike e Kosovës gewesen, aktuell die zweitgrößte Partei im Land.
Im Parteivorstand sitzen neben Limaj und Krasniqi noch Ilaz Sherifi, Imer Ilazi, Xhevdet Bislimi, Izet Ibrahimi, Sejdulla Hoxha, Muharrem Kuçi und Haxhi Shala.

## Geschichte
Die Partei wurde am 28. Februar 2014 im Palast der Jugend, Kultur und Sport in Pristina, unter den Namen Nisma për Kosovën (albanisch für „Initiative für den Kosovo“) gegründet. Zu den Gründungsmitgliedern zählen viele Politiker aus den Reihen der Partia Demokratike e Kosovës, mit der sie vorher gebrochen haben, allen voran der Parlamentspräsident Jakup Krasniqi und der ehemalige Minister Fatmir Limaj. Grund für den Bruch waren verschiedene Unstimmigkeiten mit dem Parteivorsitzenden der PDK und Ministerpräsidenten Hashim Thaçi.
Am 29. Januar 2018 beschloss der Parteitag, den Parteinamen zu ändern. Seitdem heißt die Partei Nisma Socialdemokrate.

## Vertretung
Seit der Parlamentswahl 2021 ist die Partei nicht mehr im Parlament der Republik Kosovo vertreten.

## Einordnung
Laut dem österreichischen Standard ist die Partei eine Lokalpartei der Region Malisheva. Fatmir Limaj stammt aus dem ländlichen Gebiet.